# Mariä Himmelfahrt (Schuttern)

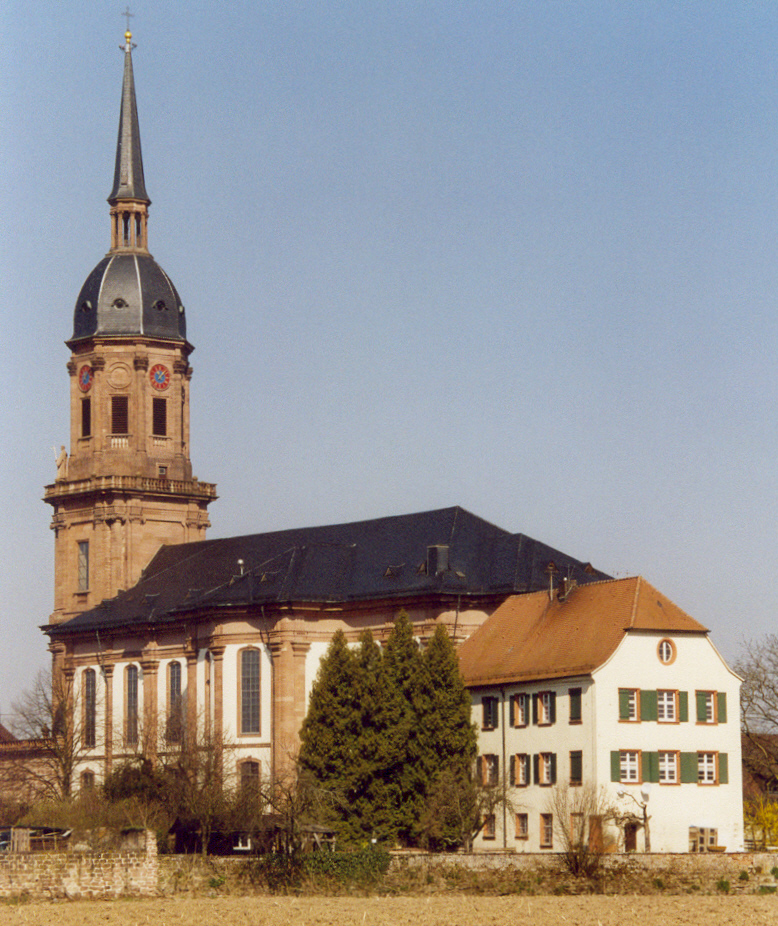
Mariä Himmelfahrt (Schuttern)

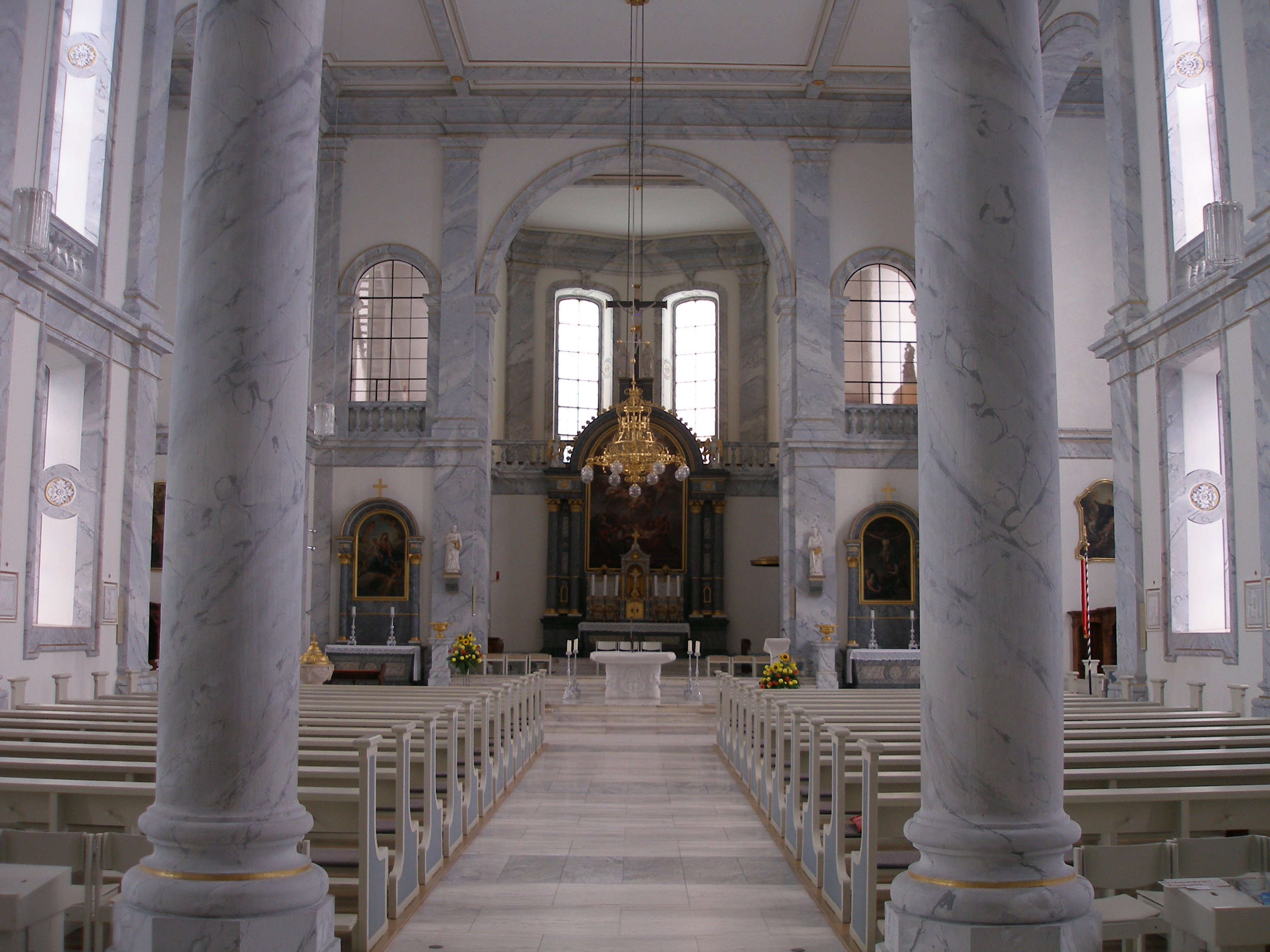
Innenansicht nach Osten

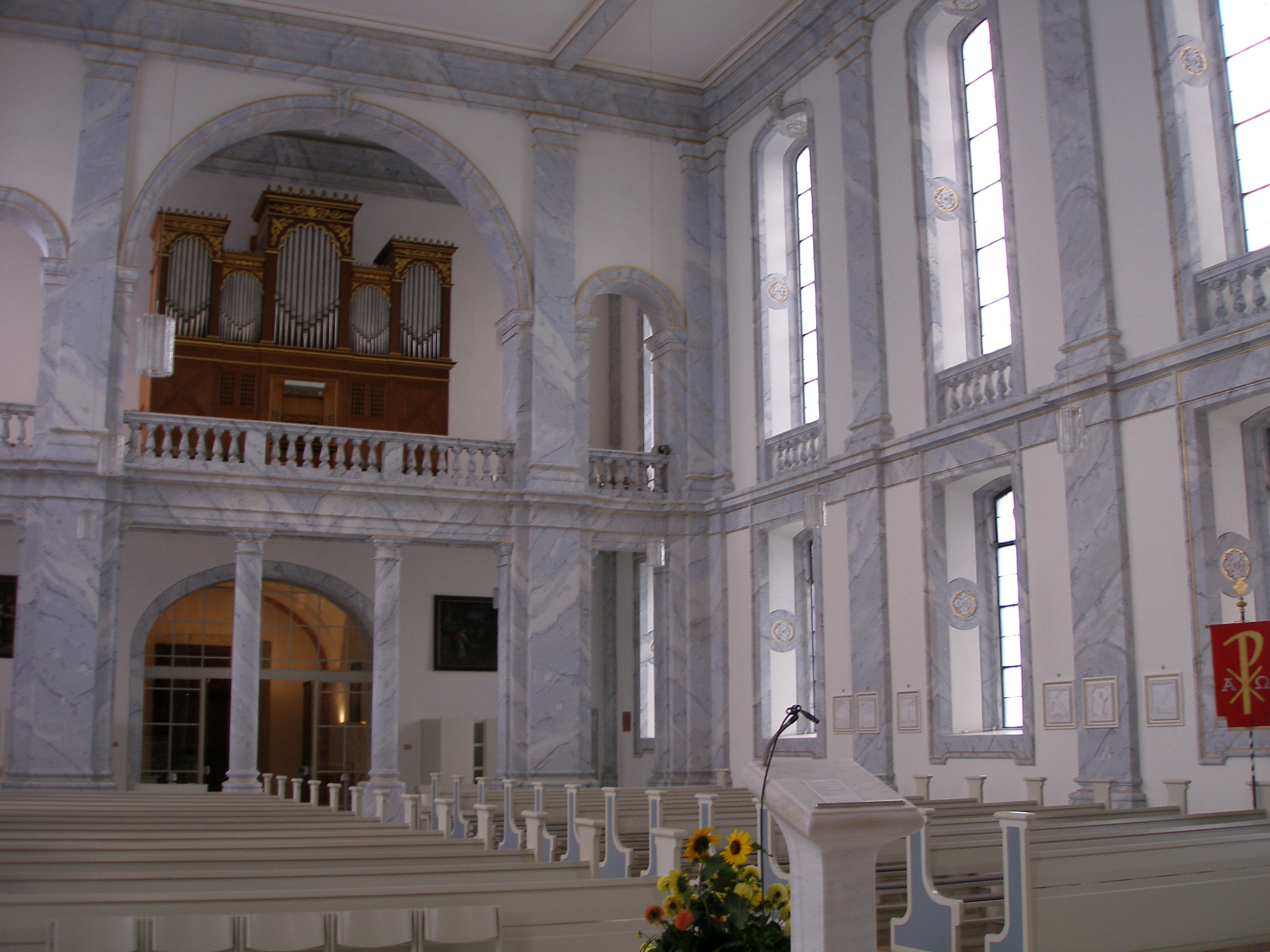
Innenansicht nach Nordwesten

Die römisch-katholische Pfarrkirche Mariä Himmelfahrt ist eine mehrfach umgebaute, im Kern barocke Saalkirche mit vereinzelten romanischen Bestandteilen im Ortsteil Schuttern von Friesenheim im Ortenaukreis in Baden-Württemberg. Sie war früher die Abteikirche des ehemaligen Benediktiner-Klosters Schuttern und gehört heute zur Kirchengemeinde St. Laurentius Friesenheim im Dekanat Lahr des Erzbistums Freiburg. Ausgrabungen in den 1970er Jahren erbrachten umfangreiche Reste der Klostergebäude, die teils bis ins 7. Jahrhundert zurückreichen, darunter das älteste Fußbodenmosaik Deutschlands.

## Baugeschichte
Der früheste nachgewiesene Kirchenbau und eine westlich gelegene Grabkapelle wurden in den Mauerresten eines römischen Gutshofs erbaut. Eine zweite, größere Kirche mit halbrunder Apsis existierte schon vor der Einführung der Benediktinerregel durch Pirminius um das Jahr 750. Um 800 wurde eine größere Saalkirche mit Atrium und axialer Ausrichtung auf die kreuzförmig ausgebaute Grabkapelle im Westen erbaut; im Norden schloss sich der Klausurbereich an. Das karolingische Bauwerk wurde 1153 zerstört, danach erfolgte der Neubau einer dreischiffigen kreuzförmigen Basilika mit gerade geschlossenen Ostteilen, deren Chor im Jahr 1268 geweiht wurde und die um 1360 fertig gestellt war. Über dem Fußbodenmosaik wurde um 1290 am Lettner eine Grabkapelle, das sogenannte Offo-Mausoleum, erbaut.
Im 18. Jahrhundert wurde das gesamte Kloster in der Art einer barocken Residenz mit Ehrenhof und ausgedehnten Parkanlagen ausgebaut.
Die Ergebnisse der archäologischen Ausgrabungen und das Fußbodenmosaik sind unter der Kirche einsehbar. Das fragmentarisch erhaltene, einst kreisrunde Fußbodenmosaik wurde über einem Heiligen- oder Stiftergrab angelegt und zeigt Darstellungen des Opfers von Kain und Abel sowie Kains Brudermord und eine Inschrift. Das Mosaik ist das älteste Fußbodenmosaik Deutschlands; seine Datierung ist umstritten, es könnte zu ottonischer Zeit oder im frühen 12. Jahrhundert entstanden sein.
Die Klosterkirche enthält Fragmente der romanischen Bauwerke in ihren Grundmauern. Der Turm wurde 1722 neu errichtet und die Fassade neu gestaltet, wobei große Teile der romanischen Vorhalle beibehalten oder neu verkleidet wurden. In den Jahren 1767–1771 erfolgte der Neubau des Kirchenschiffs auf kreuzförmigem Grundriss mit einer Vierungskuppel durch Joseph Michael Schnöller. In den Jahren 1821 und 1837 wurde das Bauwerk umgebaut. Nach einer Zerstörung durch Brand im Jahr 1853, wobei die Dächer, die Decken und der Innenraum beschädigt wurden, erfolgte in den Jahren 1855–1857 eine Wiederherstellung durch Friedrich Theodor Fischer, wobei nur die Wandgliederung der Barockkirche beibehalten und der Turm mit einem neuen Helm versehen wurde. Eine vereinfachende Renovierung wurde im Jahr 1913 durch Friedrich Ostendorf durchgeführt. Der einzig erhaltene Bestandteil der ehemaligen Klostergebäude ist das heutige Pfarrhaus.

## Architektur

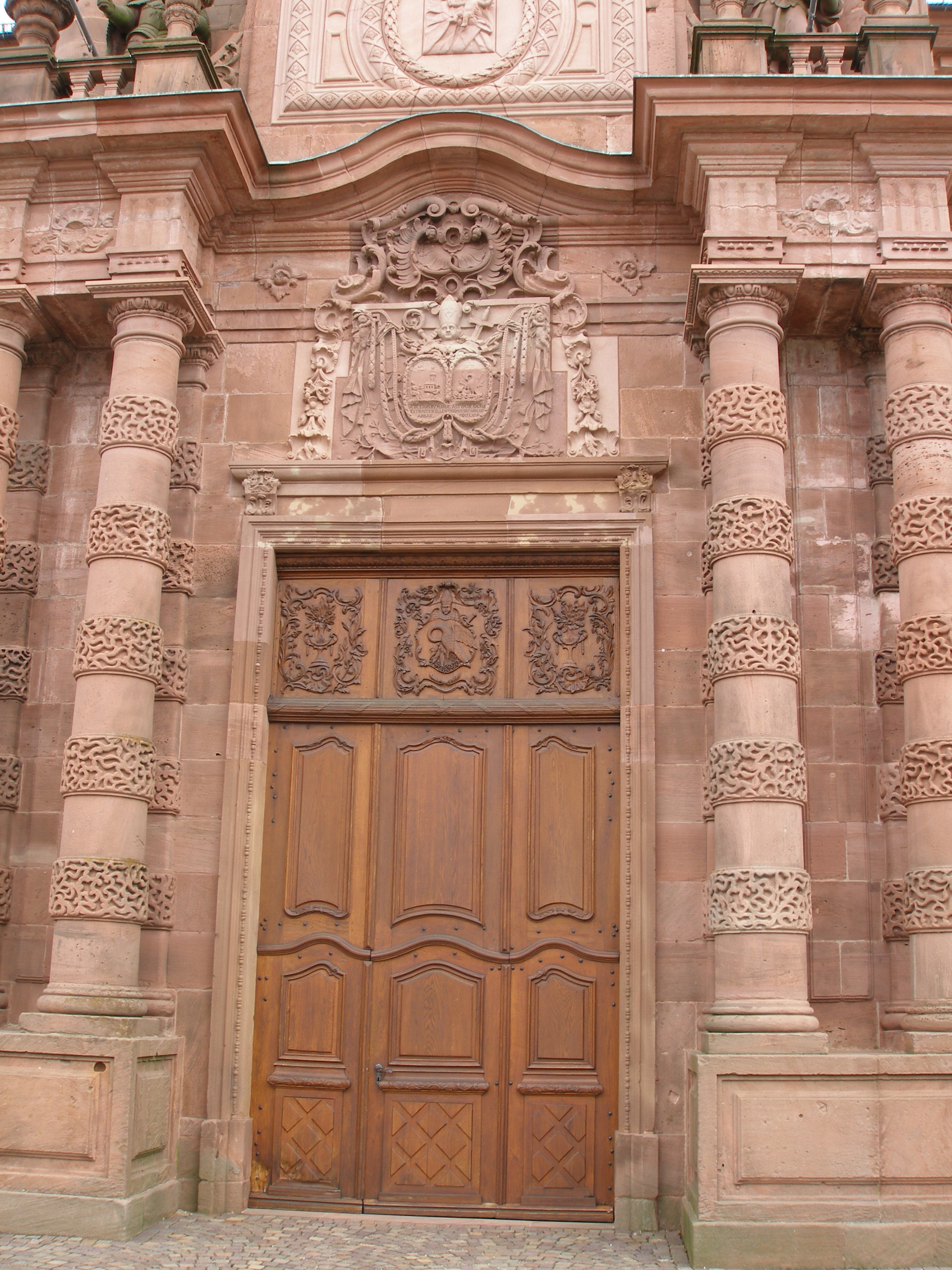
Westportal

Der viergeschossige, durch Skulpturen bereicherte Fassadenturm aus rotem Sandstein ist in der strengen Formensprache des französischen Barock gestaltet. Das Erdgeschoss des Turms ist in die Vorhalle einbezogen. Das Portal von 1767 ist von dorischen Doppelsäulen mit Rustikaringen flankiert, darüber ist ein dorischer Triglyphenfries angeordnet, der sich um das ganze Bauwerk zieht. Über dem Portal ist eine Wappenkartusche mit dem Klosterwappen sowie dem Wappen (Wappentier: Pelikan) des Abtes Karolus Vogel angebracht. Auf der unteren Balustrade sind Figuren des Klostergründers Offo und des Erneuerers Kaiser Heinrichs II., die zu einer Marienfigur mit Kind emporschauen, angeordnet. Über der Marienstatue findet sich eine weitere Wappenkartusche mit dem Wappen (Wappentier: Einhorn) des Abtes Placidus Hinderer. Auf der oberen Balustrade stehen zwei weitere Figuren, Benedikt und Pirmin. Die Außenwände sind lebhaft geführt, die Abschlüsse von Chor und Querhaus sind konkav und konvex ausschwingend gestaltet. Hinter dem Hauptaltar findet sich die Sakristei.
Die romanische Vorhalle unter dem Turm ist kreuzgratgewölbt, in die West- und die Südwand ist Mauerwerk mit Resten farbiger Fassung einbezogen. Das Langhaus ist ein einschiffiger Saal mit doppelter Pilastergliederung, der ehemals mit einer umlaufenden Empore versehen war. Die Balkendecke über einem umlaufenden Gesims mit Stuckprofilen schließt den Raum ab.

## Ausstattung

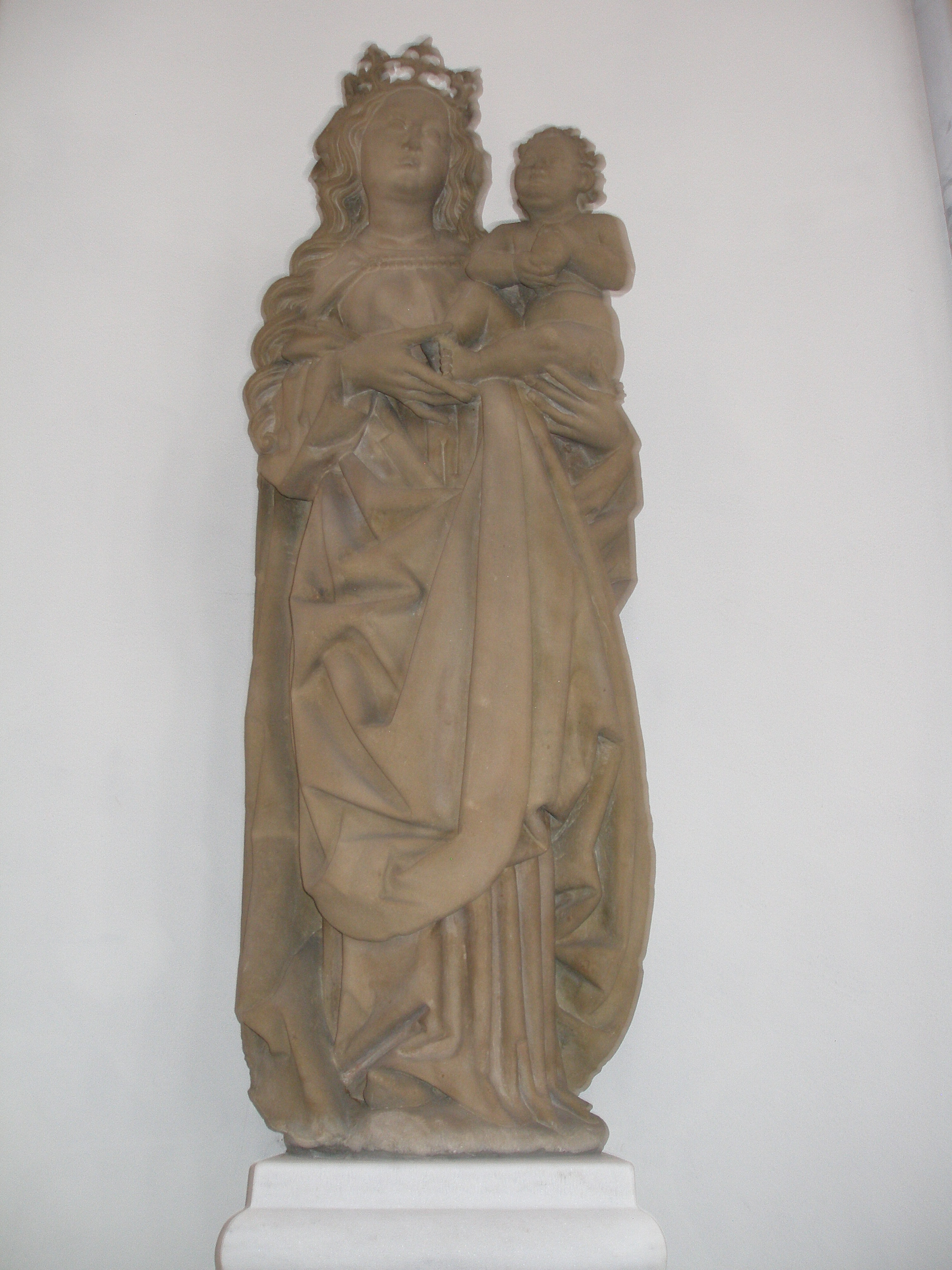
Madonna

Die heutige Ausstattung ist durch die Innenrenovierung von 1977 geprägt, bei welcher der Innenraum unter Beibehaltung des klassizistischen Gerüsts von 1838 neu gestaltet wurde. Das Hochaltarblatt zeigt die Himmelfahrt Mariens und wurde von Joseph Melling gemalt. Die Seitenaltarblätter zeigen Maria mit Kind und eine Kreuzigung und wurden von Melling um 1778 geschaffen.
Zwei ehemalige Seitenaltarblätter von 1770 mit Darstellungen der Heiligen Sebastian und Vitus sind ebenfalls Werke von Melling. Ein Gemälde von Franz Joseph Stöber aus dem Jahr 1771 zeigt die Himmelfahrt des heiligen Benedikt.
Eine Madonna aus gelbem Sandstein ist eine straßburgische Arbeit aus der Zeit um 1480, vermutlich aus dem Künstlerkreis um Niclas van Leyden. Ein Kruzifix mit feingearbeitetem Korpus ist ein Werk aus der Zeit um 1760. Ein Wappenstein des Abtes Konrad Frick stammt aus dem Jahr 1524. Weitere Epitaphe und Wappensteine von Äbten sowie ein barockes Taufbecken aus dem 18. Jahrhundert sind ebenfalls erhalten.
Nachdem die Orgel 1853 abgebrannt war, wurde von Jacob Forrell aus Freiburg im Breisgau 1855–1863 ein neues Instrument erbaut. Es hatte 31 Register auf zwei Manualen und Pedal. 1930 wurde das Werk durch die Orgelwerkstatt Wilhelm Schwarz & Sohn aus Überlingen auf pneumatische Traktur umgebaut und schlussendlich 1980 durch einen Neubau von Orgelbau Vier aus Friesenheim unter Verwendung von 24 Forell-Registern ersetzt. Dieses Instrument hat 2335 Orgelpfeifen in 32 Registern auf drei Manualen und Pedal. 2003 wurde die Orgel durch Martin Vier renoviert.

## Glocken
Von dem ehemals sechsstimmigen Geläut hat nur die größte Glocke die Zeiten überdauert. Die prächtig verzierte, 40 Zentner schwere Glocke wurde 1770 von der Glockengießerei Grüninger, Villingen, für 7.000 Gulden gegossen. Nach der Säkularisation des Klosters bestimmte Großherzog Karl Friedrich im Jahre 1809, dass die Philippsburger für ihre gerade im Wiederaufbau begriffene Kirche die Glocke in Schuttern holen sollten. Gegen den Widerstand der hiesigen Bevölkerung fand diese den Weg in die ehemalige Festungsstadt und hängt dort noch heute im Glockenstuhl. Der kunsthistorische Wert schütze sie vor jeglicher Zerstörung. Die weiteren Glocken fielen dem Brand von 1853 zum Opfer. Die neu angeschafften Glocken wiederum gingen durch die unfreiwillige Metallspenden des Ersten Weltkrieges sowie des Zweiten Weltkrieges verloren.
Heute verfügt die Kirche über ein vierstimmiges Geläut. In der Melodielinie erklingt das Salve-Regina-Motiv. Gegossen wurden die Kirchenglocken 1954 von der Glockengießerei Gebrüder Hamm, Frankenthal.
| Glocke | Name        | Durchmesser | Gewicht | Schlagton |
| ------ | ----------- | ----------- | ------- | --------- |
| 1      | Maria       | 1470 mm     | 1690 kg | des'±0    |
| 2      | Benedikt    | 1165 mm     | 870 kg  | f'+1      |
| 3      | Scholastika | 976 mm      | 510 kg  | as'+2     |
| 4      | Offo        | 871 mm      | 340 kg  | fb'+2     |